# Championnat du monde junior masculin de handball 2019
 (juillet 2019).
Navigation
Algérie 2017 Hongrie 2021
La 22e édition du Championnat du monde junior masculin de handball a lieu du 16 au 28 juillet 2019 en Espagne, dans la région de Galice. L'Espagne remet son titre en jeu.
La compétition est remportée pour la deuxième fois par la France.

## Organisation
La compétition se déroule dans deux villes, Vigo et Pontevedra.
Dans la première phase de la compétition, 24 équipes sont placées dans 4 groupes de 6 équipes. Les 4 premières équipes de chaque groupe sont ensuite qualifiées pour la phase à élimination directe, depuis les huitièmes de finale jusqu'à la finale du tournoi.
Pour déterminer le classement final de chaque équipe, toutes les équipes disputent les matchs, même celles éliminées lors du premier tour, disputent une phase de classement : en parallèle de la phase à élimination servant à déterminer le vainqueur de la compétition, les équipes éliminées disputent une phase identique servant à déterminer les place de 17 à 24. Ainsi, toute place finale est déterminée par un match.

### Groupe A
|   | Équipe     | Pts | J | G | N | P | Bp  | Bc  | Diff |
| - | ---------- | --- | - | - | - | - | --- | --- | ---- |
| 1 | Slovénie   | 10  | 5 | 5 | 0 | 0 | 156 | 112 | 44   |
| 2 | Espagne    | 8   | 5 | 4 | 0 | 1 | 138 | 103 | 35   |
| 3 | Tunisie    | 6   | 5 | 3 | 0 | 2 | 134 | 126 | 8    |
| 4 | Serbie     | 4   | 5 | 2 | 0 | 3 | 134 | 126 | 8    |
| 5 | Japon      | 2   | 5 | 1 | 0 | 4 | 109 | 124 | -15  |
| 6 | États-Unis | 0   | 5 | 0 | 0 | 5 | 91  | 164 | -73  |

| 16 juillet 2019 16h30 | Slovénie        | 32–25   | Tunisie        | Complejo Deportivo de As Travesas, Vigo Arbitrage : Burgos Ruben Dario, Delgado Javier |
| 16 juillet 2019 16h30 | Gregor Ocvirk 7 | (17–14) | Deux joueurs 6 | Complejo Deportivo de As Travesas, Vigo Arbitrage : Burgos Ruben Dario, Delgado Javier |
| 16 juillet 2019 16h30 | ×2 ×8           | Rapport | ×4             | Complejo Deportivo de As Travesas, Vigo Arbitrage : Burgos Ruben Dario, Delgado Javier |

| 16 juillet 2019 18h30 | Serbie         | 21–19   | Japon              | Complejo Deportivo de As Travesas, Vigo Arbitrage : Marhoon Sameer, Almawt Hussain |
| 16 juillet 2019 18h30 | Branko Tomić 5 | (9–9)   | Rennesuke Tokuda 5 | Complejo Deportivo de As Travesas, Vigo Arbitrage : Marhoon Sameer, Almawt Hussain |
| 16 juillet 2019 18h30 | ×2 ×5          | Rapport | ×1 ×3              | Complejo Deportivo de As Travesas, Vigo Arbitrage : Marhoon Sameer, Almawt Hussain |

| 16 juillet 2019 21h | Espagne        | 34–13   | États-Unis              | Pabellón Municipal de Deportes, Pontevedra Arbitrage : Belkhiri Youcef, Hamidi Sid Ali |
| 16 juillet 2019 21h | Deux joueurs 6 | (21–5)  | Amir Benjamin Seifert 5 | Pabellón Municipal de Deportes, Pontevedra Arbitrage : Belkhiri Youcef, Hamidi Sid Ali |
| 16 juillet 2019 21h | ×3 ×7          | Rapport | ×2 ×5                   | Pabellón Municipal de Deportes, Pontevedra Arbitrage : Belkhiri Youcef, Hamidi Sid Ali |

| 18 juillet 2019 17h | Japon              | 22–29   | Slovénie          | Complejo Deportivo de As Travesas, Vigo Arbitrage : Nastase Cristina, Stancu Simona Raluca |
| 18 juillet 2019 17h | Rennesuke Tokuda 5 | (12–16) | Kristjan Horzen 6 | Complejo Deportivo de As Travesas, Vigo Arbitrage : Nastase Cristina, Stancu Simona Raluca |
| 18 juillet 2019 17h | ×1 ×2              | Rapport | ×3                | Complejo Deportivo de As Travesas, Vigo Arbitrage : Nastase Cristina, Stancu Simona Raluca |

| 18 juillet 2019 19h | États-Unis          | 19–36   | Serbie             | Complejo Deportivo de As Travesas, Vigo Arbitrage : Konjičanin Amar, Konjičanin Dino |
| 18 juillet 2019 19h | Sebastian Wheeler 5 | (9–13)  | Nikola Ivanović 10 | Complejo Deportivo de As Travesas, Vigo Arbitrage : Konjičanin Amar, Konjičanin Dino |
| 18 juillet 2019 19h | ×1 ×6               | Rapport | ×2 ×8              | Complejo Deportivo de As Travesas, Vigo Arbitrage : Konjičanin Amar, Konjičanin Dino |

| 18 juillet 2019 21h | Tunisie                 | 20–26   | Espagne               | Complejo Deportivo de As Travesas, Vigo Arbitrage : Lončar Davor, Lončar Zoran |
| 18 juillet 2019 21h | Mohamed Amine Darmoul 8 | (8–15)  | Gonzalo Perez Arce 10 | Complejo Deportivo de As Travesas, Vigo Arbitrage : Lončar Davor, Lončar Zoran |
| 18 juillet 2019 21h | ×3 ×2                   | Rapport | ×2                    | Complejo Deportivo de As Travesas, Vigo Arbitrage : Lončar Davor, Lončar Zoran |

| 19 juillet 2019 16h30 | Tunisie        | 26–25   | Japon              | Complejo Deportivo de As Travesas, Vigo Arbitrage : Kulik Siarhei, Nabokau Dzmitry |
| 19 juillet 2019 16h30 | Ala Mustapha 6 | (14–8)  | Rennesuke Tokuda 7 | Complejo Deportivo de As Travesas, Vigo Arbitrage : Kulik Siarhei, Nabokau Dzmitry |
| 19 juillet 2019 16h30 | ×1 ×4          | Rapport | ×2 ×6              | Complejo Deportivo de As Travesas, Vigo Arbitrage : Kulik Siarhei, Nabokau Dzmitry |

| 19 juillet 2019 18h30 | Slovénie        | 41–16   | États-Unis      | Complejo Deportivo de As Travesas, Vigo Arbitrage : Leszczynski Bartosz, Piechota Marcin |
| 19 juillet 2019 18h30 | Gašper Horvat 7 | (22–6)  | Amar Amitovic 4 | Complejo Deportivo de As Travesas, Vigo Arbitrage : Leszczynski Bartosz, Piechota Marcin |
| 19 juillet 2019 18h30 | ×2 ×1           | Rapport | ×1 ×3           | Complejo Deportivo de As Travesas, Vigo Arbitrage : Leszczynski Bartosz, Piechota Marcin |

| 19 juillet 2019 21h | Espagne             | 29–26   | Serbie        | Complejo Deportivo de As Travesas, Vigo Arbitrage : Mitrović Novica, Vesović Miljan |
| 19 juillet 2019 21h | Pol Valera Rovira 8 | (13–12) | Milan Milić 5 | Complejo Deportivo de As Travesas, Vigo Arbitrage : Mitrović Novica, Vesović Miljan |
| 19 juillet 2019 21h | ×4 ×3               | Rapport | ×3 ×8         | Complejo Deportivo de As Travesas, Vigo Arbitrage : Mitrović Novica, Vesović Miljan |

| 21 juillet 2019 16h30 | États-Unis            | 23–30   | Tunisie                 | Complejo Deportivo de As Travesas, Vigo Arbitrage : Almawt Hussain, Marhoon Sameer |
| 21 juillet 2019 16h30 | Asaf Joseph Bengozi 6 | (12–13) | Mohamed Amine Darmoul 7 | Complejo Deportivo de As Travesas, Vigo Arbitrage : Almawt Hussain, Marhoon Sameer |
| 21 juillet 2019 16h30 | ×1 ×7                 | Rapport | ×1 ×5                   | Complejo Deportivo de As Travesas, Vigo Arbitrage : Almawt Hussain, Marhoon Sameer |

| 21 juillet 2019 18h30 | Serbie         | 28–30   | Slovénie         | Complejo Deportivo de As Travesas, Vigo Arbitrage : rdogan Kuursad, Ozdeniz Ibrahim |
| 21 juillet 2019 18h30 | Deux joueurs 5 | (15–16) | Gregor Ocvirk 10 | Complejo Deportivo de As Travesas, Vigo Arbitrage : rdogan Kuursad, Ozdeniz Ibrahim |
| 21 juillet 2019 18h30 | ×2 ×4          | Rapport | ×3 ×4            | Complejo Deportivo de As Travesas, Vigo Arbitrage : rdogan Kuursad, Ozdeniz Ibrahim |

| 21 juillet 2019 21h | Espagne                     | 28–22   | Japon              | Complejo Deportivo de As Travesas, Vigo Arbitrage : Burgos Ruben Dario, Delgado Gonzalo Javier |
| 21 juillet 2019 21h | Natan Antonio Suarez Diaz 7 | (13–11) | Rennesuke Tokuda 7 | Complejo Deportivo de As Travesas, Vigo Arbitrage : Burgos Ruben Dario, Delgado Gonzalo Javier |
| 21 juillet 2019 21h | ×2 ×3                       | Rapport | ×2                 | Complejo Deportivo de As Travesas, Vigo Arbitrage : Burgos Ruben Dario, Delgado Gonzalo Javier |

| 22 juillet 2019 16h30 | Japon          | 21–20   | États-Unis     | Complejo Deportivo de As Travesas, Vigo Arbitrage : Lončar Davor, Lončar Zoran |
| 22 juillet 2019 16h30 | Deux joueurs 5 | (5–11)  | Deux joueurs 4 | Complejo Deportivo de As Travesas, Vigo Arbitrage : Lončar Davor, Lončar Zoran |
| 22 juillet 2019 16h30 | ×6 ×1          | Rapport | ×1 ×3          | Complejo Deportivo de As Travesas, Vigo Arbitrage : Lončar Davor, Lončar Zoran |

| 22 juillet 2019 18h30 | Serbie        | 23–29   | Tunisie             | Complejo Deportivo de As Travesas, Vigo Arbitrage : Cheng Yufeng, Zhou Yunlei |
| 22 juillet 2019 18h30 | Milan Milić 5 | (13–11) | Mohamed Aziz Aidi 8 | Complejo Deportivo de As Travesas, Vigo Arbitrage : Cheng Yufeng, Zhou Yunlei |
| 22 juillet 2019 18h30 | ×2 ×4         | Rapport | ×1 ×5               | Complejo Deportivo de As Travesas, Vigo Arbitrage : Cheng Yufeng, Zhou Yunlei |

| 22 juillet 2019 21h | Slovénie         | 22–21   | Espagne              | Complejo Deportivo de As Travesas, Vigo Arbitrage : Alpaidze Viktoriia, Berzkina Tatiana |
| 22 juillet 2019 21h | Gregor Ocvirk 10 | (11–11) | Gonzalo Perez Arce 8 | Complejo Deportivo de As Travesas, Vigo Arbitrage : Alpaidze Viktoriia, Berzkina Tatiana |
| 22 juillet 2019 21h | ×3 ×4            | Rapport | ×2 ×4                | Complejo Deportivo de As Travesas, Vigo Arbitrage : Alpaidze Viktoriia, Berzkina Tatiana |

### Groupe B
|   | Équipe       | Pts | J | G | N | P | Bp  | Bc  | Diff |
| - | ------------ | --- | - | - | - | - | --- | --- | ---- |
| 1 | Égypte       | 10  | 5 | 5 | 0 | 0 | 198 | 137 | 61   |
| 2 | Suède        | 8   | 5 | 4 | 0 | 1 | 168 | 124 | 44   |
| 3 | France       | 6   | 5 | 3 | 0 | 2 | 199 | 126 | 73   |
| 4 | Corée du Sud | 4   | 5 | 2 | 0 | 3 | 176 | 168 | 8    |
| 5 | Nigeria      | 2   | 4 | 1 | 0 | 4 | 139 | 199 | -60  |
| 6 | Australie    | 0   | 5 | 0 | 0 | 5 | 85  | 211 | -126 |

| 16 juillet 2019 10h | Égypte         | 44–17   | Australie      | Complejo Deportivo de As Travesas, Vigo Arbitrage : Nastase Cristina, Stancu Simona Raluca |
| 16 juillet 2019 10h | Deux joueurs 5 | (21–6)  | Liam McCourt 6 | Complejo Deportivo de As Travesas, Vigo Arbitrage : Nastase Cristina, Stancu Simona Raluca |
| 16 juillet 2019 10h | ×2 ×1          | Rapport | ×2 ×1          | Complejo Deportivo de As Travesas, Vigo Arbitrage : Nastase Cristina, Stancu Simona Raluca |

| 16 juillet 2019 12h | France          | 48–19   | Nigeria         | Complejo Deportivo de As Travesas, Vigo Arbitrage : Konjičanin Amar, Konjičanin Dino |
| 16 juillet 2019 12h | Édouard Kempf 9 | (26–9)  | Nasiru Hassan 7 | Complejo Deportivo de As Travesas, Vigo Arbitrage : Konjičanin Amar, Konjičanin Dino |
| 16 juillet 2019 12h | ×2 ×5           | Rapport | ×6              | Complejo Deportivo de As Travesas, Vigo Arbitrage : Konjičanin Amar, Konjičanin Dino |

| 16 juillet 2019 14h30 | Suède            | 34–28   | Corée du Sud    | Complejo Deportivo de As Travesas, Vigo Arbitrage : Mitrović Novica, Vesović Miljan |
| 16 juillet 2019 14h30 | Karl Wallinius 6 | (16–16) | Jaeseop Shin 11 | Complejo Deportivo de As Travesas, Vigo Arbitrage : Mitrović Novica, Vesović Miljan |
| 16 juillet 2019 14h30 | ×2 ×6            | Rapport | ×1 ×3           | Complejo Deportivo de As Travesas, Vigo Arbitrage : Mitrović Novica, Vesović Miljan |

| 17 juillet 2019 17h | Nigeria                 | 30–47   | Égypte                 | Complejo Deportivo de As Travesas, Vigo Arbitrage : Erdogan Kuursad, Ozdeniz Ibrahim |
| 17 juillet 2019 17h | D. Abdullahi Mohammed 6 | (13–18) | Galal Ayman Khorshid 9 | Complejo Deportivo de As Travesas, Vigo Arbitrage : Erdogan Kuursad, Ozdeniz Ibrahim |
| 17 juillet 2019 17h | ×4                      | Rapport | ×2 ×4                  | Complejo Deportivo de As Travesas, Vigo Arbitrage : Erdogan Kuursad, Ozdeniz Ibrahim |

| 17 juillet 2019 19h | Australie      | 16–44   | Suède             | Complejo Deportivo de As Travesas, Vigo Arbitrage : Kulik Siarhei, Nabokau Dzmitry |
| 17 juillet 2019 19h | Deux joueurs 5 | (6–20)  | Samuel Lindberg 7 | Complejo Deportivo de As Travesas, Vigo Arbitrage : Kulik Siarhei, Nabokau Dzmitry |
| 17 juillet 2019 19h | ×1             | Rapport | ×2 ×3             | Complejo Deportivo de As Travesas, Vigo Arbitrage : Kulik Siarhei, Nabokau Dzmitry |

| 17 juillet 2019 21h | Corée du Sud    | 32–46   | France           | Complejo Deportivo de As Travesas, Vigo Arbitrage : Lončar Davor, Lončar Zoran |
| 17 juillet 2019 21h | Jinyoung Kim 10 | (15–26) | Édouard Kempf 12 | Complejo Deportivo de As Travesas, Vigo Arbitrage : Lončar Davor, Lončar Zoran |
| 17 juillet 2019 21h | ×1 ×4           | Rapport | ×1 ×8            | Complejo Deportivo de As Travesas, Vigo Arbitrage : Lončar Davor, Lončar Zoran |

| 19 juillet 2019 10h | Nigeria         | 30–42   | Corée du Sud   | Complejo Deportivo de As Travesas, Vigo Arbitrage : Almawt Hussain, Marhoon Sameer |
| 19 juillet 2019 10h | Mohammed Anas 8 | (19–21) | Rakchan Kim 12 | Complejo Deportivo de As Travesas, Vigo Arbitrage : Almawt Hussain, Marhoon Sameer |
| 19 juillet 2019 10h | ×3 ×1           | Rapport | ×2 ×6          | Complejo Deportivo de As Travesas, Vigo Arbitrage : Almawt Hussain, Marhoon Sameer |

| 19 juillet 2019 12h | Égypte              | 32–22   | Suède                   | Complejo Deportivo de As Travesas, Vigo Arbitrage : Lončar Davor, Lončar Zoran |
| 19 juillet 2019 12h | Omar Sami Dahroug 7 | (19–21) | Ludvig Jurmala Astrom 6 | Complejo Deportivo de As Travesas, Vigo Arbitrage : Lončar Davor, Lončar Zoran |
| 19 juillet 2019 12h | ×1 ×3               | Rapport | ×1 ×2                   | Complejo Deportivo de As Travesas, Vigo Arbitrage : Lončar Davor, Lončar Zoran |

| 19 juillet 2019 14h | France        | 50–11   | Australie      | Complejo Deportivo de As Travesas, Vigo Arbitrage : Zhou Yunlei, Cheng Yufeng |
| 19 juillet 2019 14h | Noah Gaudin 8 | (26–7)  | Deux joueurs 3 | Complejo Deportivo de As Travesas, Vigo Arbitrage : Zhou Yunlei, Cheng Yufeng |
| 19 juillet 2019 14h | ×3            | Rapport | ×1 ×2          | Complejo Deportivo de As Travesas, Vigo Arbitrage : Zhou Yunlei, Cheng Yufeng |

| 20 juillet 2019 17h | Australie      | 21–35   | Nigeria                 | Complejo Deportivo de As Travesas, Vigo Arbitrage : Leszczynski Bartosz, Piechota Marcin |
| 20 juillet 2019 17h | Deux joueurs 6 | (11–16) | D. Abdullahi Mohammed 8 | Complejo Deportivo de As Travesas, Vigo Arbitrage : Leszczynski Bartosz, Piechota Marcin |
| 20 juillet 2019 17h | ×2             | Rapport | ×4                      | Complejo Deportivo de As Travesas, Vigo Arbitrage : Leszczynski Bartosz, Piechota Marcin |

| 20 juillet 2019 19h | Égypte                | 38–36   | Corée du Sud    | Complejo Deportivo de As Travesas, Vigo Arbitrage : Alpaidze Viktoriia, Berzkina Tatiana |
| 20 juillet 2019 19h | Hassan Walid Kaddah 9 | (19–18) | Jaeseop Shin 11 | Complejo Deportivo de As Travesas, Vigo Arbitrage : Alpaidze Viktoriia, Berzkina Tatiana |
| 20 juillet 2019 19h | ×2 ×7                 | Rapport | ×1 ×6           | Complejo Deportivo de As Travesas, Vigo Arbitrage : Alpaidze Viktoriia, Berzkina Tatiana |

| 20 juillet 2019 21h | Suède          | 27–23   | France        | Complejo Deportivo de As Travesas, Vigo Arbitrage : Belkhiri Youcef, Hamidi Sid Ali |
| 20 juillet 2019 21h | Deux joueurs 4 | (15–11) | Noah Gaudin 8 | Complejo Deportivo de As Travesas, Vigo Arbitrage : Belkhiri Youcef, Hamidi Sid Ali |
| 20 juillet 2019 21h | ×2 ×5          | Rapport | ×2            | Complejo Deportivo de As Travesas, Vigo Arbitrage : Belkhiri Youcef, Hamidi Sid Ali |

| 22 juillet 2019 10h | Corée du Sud | 38–20   | Australie        | Complejo Deportivo de As Travesas, Vigo Arbitrage : Burgos Ruben Dario, Delgado Gonzalo Javier |
| 22 juillet 2019 10h | Yoseb Lee 6  | (20–15) | Jake Ljungberg 6 | Complejo Deportivo de As Travesas, Vigo Arbitrage : Burgos Ruben Dario, Delgado Gonzalo Javier |
| 22 juillet 2019 10h | ×2 ×3        | Rapport | ×2               | Complejo Deportivo de As Travesas, Vigo Arbitrage : Burgos Ruben Dario, Delgado Gonzalo Javier |

| 22 juillet 2019 12h | Suède             | 41–25   | Nigeria                | Complejo Deportivo de As Travesas, Vigo Arbitrage : Konjičanin Amar, Konjičanin Dino |
| 22 juillet 2019 12h | Gustaf Wedberg 13 | (21–14) | Victor Gbenga Rotibi 6 | Complejo Deportivo de As Travesas, Vigo Arbitrage : Konjičanin Amar, Konjičanin Dino |
| 22 juillet 2019 12h | ×1 ×3             | Rapport | ×3                     | Complejo Deportivo de As Travesas, Vigo Arbitrage : Konjičanin Amar, Konjičanin Dino |

| 22 juillet 2019 14h | France        | 32–37   | Égypte                   | Complejo Deportivo de As Travesas, Vigo Arbitrage : Erdogan Kursad, Ozdeniz Ibrahim |
| 22 juillet 2019 14h | Noah Gaudin 8 | (16–20) | Mohsen Ramadan Mahmoud 8 | Complejo Deportivo de As Travesas, Vigo Arbitrage : Erdogan Kursad, Ozdeniz Ibrahim |
| 22 juillet 2019 14h | ×5 ×1         | Rapport | ×2 ×3                    | Complejo Deportivo de As Travesas, Vigo Arbitrage : Erdogan Kursad, Ozdeniz Ibrahim |

### Groupe C
|   | Équipe   | Pts | J | G | N | P | Bp  | Bc  | Diff |
| - | -------- | --- | - | - | - | - | --- | --- | ---- |
| 1 | Croatie  | 10  | 5 | 5 | 0 | 0 | 157 | 131 | 26   |
| 2 | Brésil   | 8   | 5 | 4 | 0 | 1 | 158 | 137 | 21   |
| 3 | Portugal | 6   | 5 | 3 | 0 | 2 | 157 | 143 | 14   |
| 4 | Hongrie  | 4   | 5 | 2 | 0 | 3 | 155 | 155 | 0    |
| 5 | Bahreïn  | 1   | 5 | 0 | 1 | 4 | 135 | 151 | -16  |
| 6 | Kosovo   | 1   | 5 | 0 | 1 | 4 | 111 | 156 | -45  |

| 16 juillet 2019 17h | Croatie          | 23–17   | Kosovo          | Pabellón Municipal de Deportes, Pontevedra Arbitrage : Krichen Samir, Makhlouf Samir |
| 16 juillet 2019 17h | Filip Vistorop 7 | (14–11) | trois joueurs 7 | Pabellón Municipal de Deportes, Pontevedra Arbitrage : Krichen Samir, Makhlouf Samir |
| 16 juillet 2019 17h | ×2 ×5            | Rapport | ×4              | Pabellón Municipal de Deportes, Pontevedra Arbitrage : Krichen Samir, Makhlouf Samir |

| 16 juillet 2019 19h | Portugal            | 30–35   | Brésil            | Pabellón Municipal de Deportes, Pontevedra Arbitrage : Gasmi Karim, Gasmi Raouf |
| 16 juillet 2019 19h | Diogo Silva (es) 13 | (11–21) | Guilherme Silva 7 | Pabellón Municipal de Deportes, Pontevedra Arbitrage : Gasmi Karim, Gasmi Raouf |
| 16 juillet 2019 19h | ×4                  | Rapport | ×8                | Pabellón Municipal de Deportes, Pontevedra Arbitrage : Gasmi Karim, Gasmi Raouf |

| 16 juillet 2019 20h30 | Hongrie         | 34–30   | Bahreïn         | Complejo Deportivo de As Travesas, Vigo Arbitrage : Hizaki Kiyoshi, Ikebuchi Tomokazu |
| 16 juillet 2019 20h30 | Dominik Máthé 9 | (17–11) | Ahmed Fadhul 10 | Complejo Deportivo de As Travesas, Vigo Arbitrage : Hizaki Kiyoshi, Ikebuchi Tomokazu |
| 16 juillet 2019 20h30 | ×3              | Rapport | ×2 ×4           | Complejo Deportivo de As Travesas, Vigo Arbitrage : Hizaki Kiyoshi, Ikebuchi Tomokazu |

| 18 juillet 2019 16h | Bahreïn           | 27–29   | Portugal            | Pabellón Municipal de Deportes, Pontevedra Arbitrage : Belkhiri Youcef, Hamidi Sid Ali |
| 18 juillet 2019 16h | Mahmood Mohamed 7 | (12–15) | Diogo Silva (es) 11 | Pabellón Municipal de Deportes, Pontevedra Arbitrage : Belkhiri Youcef, Hamidi Sid Ali |
| 18 juillet 2019 16h | ×1 ×4             | Rapport | ×2 ×7 ×1            | Pabellón Municipal de Deportes, Pontevedra Arbitrage : Belkhiri Youcef, Hamidi Sid Ali |

| 18 juillet 2019 18h | Brésil        | 29–33   | Croatie          | Pabellón Municipal de Deportes, Pontevedra Arbitrage : Alvarez Mata Javier, Bustamante Yon |
| 18 juillet 2019 18h | Joao Santos 8 | (17–16) | Filip Vistorop 8 | Pabellón Municipal de Deportes, Pontevedra Arbitrage : Alvarez Mata Javier, Bustamante Yon |
| 18 juillet 2019 18h | ×1 ×4         | Rapport | ×2 ×9            | Pabellón Municipal de Deportes, Pontevedra Arbitrage : Alvarez Mata Javier, Bustamante Yon |

| 18 juillet 2019 20h | Kosovo           | 21–36   | Hongrie          | Pabellón Municipal de Deportes, Pontevedra Arbitrage : Cheng Yufeng, Zhou Yunlei |
| 18 juillet 2019 20h | Atdhe Basholli 5 | (9–20)  | Zsolt Schaffer 8 | Pabellón Municipal de Deportes, Pontevedra Arbitrage : Cheng Yufeng, Zhou Yunlei |
| 18 juillet 2019 20h | ×1 ×3            | Rapport | ×1               | Pabellón Municipal de Deportes, Pontevedra Arbitrage : Cheng Yufeng, Zhou Yunlei |

| 19 juillet 2019 16h30 | Portugal           | 32–21   | Kosovo        | Pabellón Municipal de Deportes, Pontevedra Arbitrage : Alvarez Mata Javier, Bustamante Yon |
| 19 juillet 2019 16h30 | Diogo Silva (es) 8 | (16–10) | Jon Muqolli 7 | Pabellón Municipal de Deportes, Pontevedra Arbitrage : Alvarez Mata Javier, Bustamante Yon |
| 19 juillet 2019 16h30 | ×1 ×2              | Rapport | ×1            | Pabellón Municipal de Deportes, Pontevedra Arbitrage : Alvarez Mata Javier, Bustamante Yon |

| 19 juillet 2019 18h30 | Croatie            | 32–21   | Hongrie       | Pabellón Municipal de Deportes, Pontevedra Arbitrage : Burgos Ruben Dario, Delgado Gonzalo Javier |
| 19 juillet 2019 18h30 | Ivan Martinović 12 | (22–15) | Uros Borzas 9 | Pabellón Municipal de Deportes, Pontevedra Arbitrage : Burgos Ruben Dario, Delgado Gonzalo Javier |
| 19 juillet 2019 18h30 | ×3 ×5              | Rapport | ×2 ×4         | Pabellón Municipal de Deportes, Pontevedra Arbitrage : Burgos Ruben Dario, Delgado Gonzalo Javier |

| 19 juillet 2019 20h30 | Brésil          | 27–26   | Bahreïn        | Pabellón Municipal de Deportes, Pontevedra Arbitrage : Alpaidze Viktoriia, Berzkina Tatiana |
| 19 juillet 2019 20h30 | Pedro Pacheco 6 | (7–11)  | Ahmed Fadhul 7 | Pabellón Municipal de Deportes, Pontevedra Arbitrage : Alpaidze Viktoriia, Berzkina Tatiana |
| 19 juillet 2019 20h30 | ×3              | Rapport | ×2 ×5          | Pabellón Municipal de Deportes, Pontevedra Arbitrage : Alpaidze Viktoriia, Berzkina Tatiana |

| 21 juillet 2019 16h | Croatie          | 32–23   | Bahreïn           | Pabellón Municipal de Deportes, Pontevedra Arbitrage : Cheng Yufeng, Zhou Yunlei |
| 21 juillet 2019 16h | Halil Jaganjac 8 | (13–12) | Mahmood Mohamed 4 | Pabellón Municipal de Deportes, Pontevedra Arbitrage : Cheng Yufeng, Zhou Yunlei |
| 21 juillet 2019 16h | ×2 ×8            | Rapport | ×3 ×4             | Pabellón Municipal de Deportes, Pontevedra Arbitrage : Cheng Yufeng, Zhou Yunlei |

| 21 juillet 2019 16h | Kosovo             | 23–36   | Brésil               | Pabellón Municipal de Deportes, Pontevedra Arbitrage : Hizaki Kiyoshi, Ikebuchi Tomokazu |
| 21 juillet 2019 16h | Drenit Tahirukaj 8 | (10–18) | Guilherme Torriani 8 | Pabellón Municipal de Deportes, Pontevedra Arbitrage : Hizaki Kiyoshi, Ikebuchi Tomokazu |
| 21 juillet 2019 16h | ×4                 | Rapport | ×4                   | Pabellón Municipal de Deportes, Pontevedra Arbitrage : Hizaki Kiyoshi, Ikebuchi Tomokazu |

| 21 juillet 2019 20h | Hongrie          | 28–36   | Portugal           | Pabellón Municipal de Deportes, Pontevedra Arbitrage : Krichen Samir, Makhlouf Samir |
| 21 juillet 2019 20h | Zsolt Schaffer 5 | (13–18) | Diogo Silva (es) 8 | Pabellón Municipal de Deportes, Pontevedra Arbitrage : Krichen Samir, Makhlouf Samir |
| 21 juillet 2019 20h | ×1 ×4            | Rapport | ×1 ×3              | Pabellón Municipal de Deportes, Pontevedra Arbitrage : Krichen Samir, Makhlouf Samir |

| 22 juillet 2019 16h30 | Bahreïn        | 29–29   | Kosovo             | Pabellón Municipal de Deportes, Pontevedra Arbitrage : Kulik Siarhei, Nabokau Dzmitry |
| 22 juillet 2019 16h30 | Deux joueurs 7 | (15–14) | Drenit Tahirukaj 6 | Pabellón Municipal de Deportes, Pontevedra Arbitrage : Kulik Siarhei, Nabokau Dzmitry |
| 22 juillet 2019 16h30 | ×2 ×6 ×1       | Rapport | ×1 ×3 ×1           | Pabellón Municipal de Deportes, Pontevedra Arbitrage : Kulik Siarhei, Nabokau Dzmitry |

| 22 juillet 2019 18h30 | Portugal           | 30–32   | Croatie       | Pabellón Municipal de Deportes, Pontevedra Arbitrage : Krichen Samir, Makhlouf Samir |
| 22 juillet 2019 18h30 | Diogo Silva (es) 8 | (14–16) | Josip Šarac 9 | Pabellón Municipal de Deportes, Pontevedra Arbitrage : Krichen Samir, Makhlouf Samir |
| 22 juillet 2019 18h30 | ×3                 | Rapport | ×5            | Pabellón Municipal de Deportes, Pontevedra Arbitrage : Krichen Samir, Makhlouf Samir |

| 22 juillet 2019 20h30 | Hongrie         | 25–31   | Brésil         | Pabellón Municipal de Deportes, Pontevedra Arbitrage : Stancu Simona Raluca, Nastase Cristina |
| 22 juillet 2019 20h30 | Dominik Máthé 7 | (9–14)  | Deux joueurs 6 | Pabellón Municipal de Deportes, Pontevedra Arbitrage : Stancu Simona Raluca, Nastase Cristina |
| 22 juillet 2019 20h30 | ×3 ×2           | Rapport | ×1 ×4          | Pabellón Municipal de Deportes, Pontevedra Arbitrage : Stancu Simona Raluca, Nastase Cristina |

### Groupe D
|   | Équipe    | Pts | J | G | N | P | Bp  | Bc  | Diff |
| - | --------- | --- | - | - | - | - | --- | --- | ---- |
| 1 | Danemark  | 8   | 5 | 4 | 0 | 1 | 163 | 128 | 35   |
| 2 | Allemagne | 8   | 5 | 4 | 0 | 1 | 168 | 114 | 54   |
| 3 | Norvège   | 6   | 5 | 3 | 0 | 2 | 147 | 126 | 21   |
| 4 | Islande   | 6   | 5 | 3 | 0 | 2 | 113 | 118 | -5   |
| 5 | Chili     | 2   | 5 | 1 | 0 | 4 | 115 | 171 | -56  |
| 6 | Argentine | 0   | 5 | 0 | 0 | 5 | 113 | 156 | -43  |

| 16 juillet 2019 10h | Islande                   | 26–19   | Chili           | Pabellón Municipal de Deportes, Pontevedra Arbitrage : Cheng Yufeng, Zhou Yunlei |
| 16 juillet 2019 10h | Jakob Martin Asgeirsson 5 | (10–10) | Julio Baumann 4 | Pabellón Municipal de Deportes, Pontevedra Arbitrage : Cheng Yufeng, Zhou Yunlei |
| 16 juillet 2019 10h | ×1 ×4                     | Rapport | ×1 ×2           | Pabellón Municipal de Deportes, Pontevedra Arbitrage : Cheng Yufeng, Zhou Yunlei |

| 16 juillet 2019 12h | Norvège            | 31–32   | Danemark              | Pabellón Municipal de Deportes, Pontevedra Arbitrage : Alvarez Mata Javier, Bustamante Yon |
| 16 juillet 2019 12h | Tord Aksnes Lode 6 | (14–20) | Nikolai S. Vinther 11 | Pabellón Municipal de Deportes, Pontevedra Arbitrage : Alvarez Mata Javier, Bustamante Yon |
| 16 juillet 2019 12h | ×2 ×7              | Rapport | ×2 ×5                 | Pabellón Municipal de Deportes, Pontevedra Arbitrage : Alvarez Mata Javier, Bustamante Yon |

| 16 juillet 2019 14h | Allemagne           | 43–25   | Argentine                    | Pabellón Municipal de Deportes, Pontevedra Arbitrage : Berzkina Tatiana, Alpaidze Viktoriia |
| 16 juillet 2019 14h | Hendrik Schreiber 7 | (17–16) | Ignacio Tomas Lopez Perez 10 | Pabellón Municipal de Deportes, Pontevedra Arbitrage : Berzkina Tatiana, Alpaidze Viktoriia |
| 16 juillet 2019 14h | ×1 ×4               | Rapport | ×2 ×5                        | Pabellón Municipal de Deportes, Pontevedra Arbitrage : Berzkina Tatiana, Alpaidze Viktoriia |

| 17 juillet 2019 16h | Argentine             | 22–26   | Islande                       | Pabellón Municipal de Deportes, Pontevedra Arbitrage : Leszczynski Bartosz, Piechota Marcin |
| 17 juillet 2019 16h | Pedro Martinez Cami 4 | (10–14) | Bjarni Ofeigur Valdimarsson 8 | Pabellón Municipal de Deportes, Pontevedra Arbitrage : Leszczynski Bartosz, Piechota Marcin |
| 17 juillet 2019 16h | ×2                    | Rapport | ×3 ×6                         | Pabellón Municipal de Deportes, Pontevedra Arbitrage : Leszczynski Bartosz, Piechota Marcin |

| 17 juillet 2019 18h | Danemark       | 30–25   | Allemagne           | Pabellón Municipal de Deportes, Pontevedra Arbitrage : Hamidi Sid Ali, Belkhiri Youcef |
| 17 juillet 2019 18h | Emil Laerke 11 | (10–14) | Sebastian Heymann 8 | Pabellón Municipal de Deportes, Pontevedra Arbitrage : Hamidi Sid Ali, Belkhiri Youcef |
| 17 juillet 2019 18h | ×5 ×4          | Rapport | ×1 ×5               | Pabellón Municipal de Deportes, Pontevedra Arbitrage : Hamidi Sid Ali, Belkhiri Youcef |

| 17 juillet 2019 20h | Chili             | 25–36   | Norvège         | Pabellón Municipal de Deportes, Pontevedra Arbitrage : Mitrović Novica, Vesović Miljan |
| 17 juillet 2019 20h | Jose Luis Lopez 4 | (14–19) | trois joueurs 6 | Pabellón Municipal de Deportes, Pontevedra Arbitrage : Mitrović Novica, Vesović Miljan |
| 17 juillet 2019 20h | ×3 ×4             | Rapport | ×3              | Pabellón Municipal de Deportes, Pontevedra Arbitrage : Mitrović Novica, Vesović Miljan |

| 19 juillet 2019 10h | Islande                 | 19–29   | Norvège        | Pabellón Municipal de Deportes, Pontevedra Arbitrage : Erdogan Kuursad, Ozdeniz Ibrahim |
| 19 juillet 2019 10h | Orri Freyr Porkelsson 4 | (11–17) | Ole Naerland 6 | Pabellón Municipal de Deportes, Pontevedra Arbitrage : Erdogan Kuursad, Ozdeniz Ibrahim |
| 19 juillet 2019 10h | ×2 ×3                   | Rapport | ×3 ×5          | Pabellón Municipal de Deportes, Pontevedra Arbitrage : Erdogan Kuursad, Ozdeniz Ibrahim |

| 19 juillet 2019 12h | Argentine                   | 23–31   | Danemark      | Pabellón Municipal de Deportes, Pontevedra Arbitrage : Krichen Samir, Makhlouf Samir |
| 19 juillet 2019 12h | Ignacio Tomas Lopez Perez 6 | (11–13) | Emil Laerke 6 | Pabellón Municipal de Deportes, Pontevedra Arbitrage : Krichen Samir, Makhlouf Samir |
| 19 juillet 2019 12h | ×2                          | Rapport | ×2 ×3         | Pabellón Municipal de Deportes, Pontevedra Arbitrage : Krichen Samir, Makhlouf Samir |

| 19 juillet 2019 14h | Allemagne           | 39–22   | Chili              | Pabellón Municipal de Deportes, Pontevedra Arbitrage : Hizaki Kiyoshi, Ikebuchi Tomokazu |
| 19 juillet 2019 14h | Sebastian Heymann 6 | (19–12) | Felipe Gutierrez 4 | Pabellón Municipal de Deportes, Pontevedra Arbitrage : Hizaki Kiyoshi, Ikebuchi Tomokazu |
| 19 juillet 2019 14h | ×1 ×3               | Rapport | ×3                 | Pabellón Municipal de Deportes, Pontevedra Arbitrage : Hizaki Kiyoshi, Ikebuchi Tomokazu |

| 20 juillet 2019 16h | Chili           | 25–22   | Argentine      | Pabellón Municipal de Deportes, Pontevedra Arbitrage : Nastase Cristina, Stancu Simona Raluca |
| 20 juillet 2019 16h | Julio Baumann 9 | (14–10) | Deux joueurs 4 | Pabellón Municipal de Deportes, Pontevedra Arbitrage : Nastase Cristina, Stancu Simona Raluca |
| 20 juillet 2019 16h | ×2 ×6           | Rapport | ×2 ×3          | Pabellón Municipal de Deportes, Pontevedra Arbitrage : Nastase Cristina, Stancu Simona Raluca |

| 20 juillet 2019 18h | Islande                       | 25–22   | Danemark             | Pabellón Municipal de Deportes, Pontevedra Arbitrage : Kulik Siarhei, Nabokau Dzmitry |
| 20 juillet 2019 18h | Bjarni Ofeigur Valdimarsson 9 | (13–9)  | Nikolai S. Vinther 6 | Pabellón Municipal de Deportes, Pontevedra Arbitrage : Kulik Siarhei, Nabokau Dzmitry |
| 20 juillet 2019 18h | ×1 ×8                         | Rapport | ×2                   | Pabellón Municipal de Deportes, Pontevedra Arbitrage : Kulik Siarhei, Nabokau Dzmitry |

| 20 juillet 2019 20h | Norvège                     | 20–29   | Allemagne          | Pabellón Municipal de Deportes, Pontevedra Arbitrage : Konjičanin Amar, Konjičanin Dino |
| 20 juillet 2019 20h | Thomas Horneland Boilesen 4 | (12–16) | Dimitri Ignatov 10 | Pabellón Municipal de Deportes, Pontevedra Arbitrage : Konjičanin Amar, Konjičanin Dino |
| 20 juillet 2019 20h | ×2                          | Rapport | ×1 ×3              | Pabellón Municipal de Deportes, Pontevedra Arbitrage : Konjičanin Amar, Konjičanin Dino |

| 22 juillet 2019 10h | Norvège         | 31–21   | Argentine             | Pabellón Municipal de Deportes, Pontevedra Arbitrage : Mitrović Novica, Vesović Miljan |
| 22 juillet 2019 10h | trois joueurs 4 | (15–11) | Pedro Martinez Cami 4 | Pabellón Municipal de Deportes, Pontevedra Arbitrage : Mitrović Novica, Vesović Miljan |
| 22 juillet 2019 10h | ×2 ×7           | Rapport | ×3                    | Pabellón Municipal de Deportes, Pontevedra Arbitrage : Mitrović Novica, Vesović Miljan |

| 22 juillet 2019 10h | Danemark          | 48–24   | Chili          | Pabellón Municipal de Deportes, Pontevedra Arbitrage : Hamidi Sid Ali, Belkhiri Youcef |
| 22 juillet 2019 10h | Lukas Jorgensen 8 | (23–9)  | Aaron Codina 5 | Pabellón Municipal de Deportes, Pontevedra Arbitrage : Hamidi Sid Ali, Belkhiri Youcef |
| 22 juillet 2019 10h | ×2 ×3             | Rapport | ×1             | Pabellón Municipal de Deportes, Pontevedra Arbitrage : Hamidi Sid Ali, Belkhiri Youcef |

| 22 juillet 2019 14h | Allemagne     | 26–17   | Islande          | Pabellón Municipal de Deportes, Pontevedra Arbitrage : Alvarez Mata Javier, Bustamante Yon |
| 22 juillet 2019 14h | Max Neuhaus 8 | (14–8)  | Darri Aronsson 4 | Pabellón Municipal de Deportes, Pontevedra Arbitrage : Alvarez Mata Javier, Bustamante Yon |
| 22 juillet 2019 14h | ×1 ×3         | Rapport | ×4 ×5            | Pabellón Municipal de Deportes, Pontevedra Arbitrage : Alvarez Mata Javier, Bustamante Yon |

## Phase finale

### Tableau récapitulatif
|  | Huitièmes de finale 24 juillet | Huitièmes de finale 24 juillet | Huitièmes de finale 24 juillet | Huitièmes de finale 24 juillet |          |          | Quarts de finale 25 juillet | Quarts de finale 25 juillet | Quarts de finale 25 juillet | Quarts de finale 25 juillet |                 |                 | Demi-finales 27 juillet | Demi-finales 27 juillet | Demi-finales 27 juillet | Demi-finales 27 juillet |  |  | Finale 28 juillet | Finale 28 juillet | Finale 28 juillet | Finale 28 juillet |
|  |                                |                                |                                |                                |          |          |                             |                             |                             |                             |                 |                 |                         |                         |                         |                         |  |  |                   |                   |                   |                   |
|  |                                |                                |                                |                                |          |          |                             |                             |                             |                             |                 |                 |                         |                         |                         |                         |  |  |                   |                   |                   |                   |
|  | B1                             | Égypte                         | 30                             | 30                             |          |          |                             |                             |                             |                             |                 |                 |                         |                         |                         |                         |  |  |                   |                   |                   |                   |
|  | B1                             | Égypte                         | 30                             | 30                             |          |          |                             |                             |                             |                             |                 |                 |                         |                         |                         |                         |  |  |                   |                   |                   |                   |
|  | A4                             | Serbie                         | 29                             | 29                             |          |          |                             |                             |                             |                             |                 |                 |                         |                         |                         |                         |  |  |                   |                   |                   |                   |
|  | A4                             | Serbie                         | 29                             | 29                             | Égypte   | Égypte   | 29                          | 29                          |                             |                             |                 |                 |                         |                         |                         |                         |  |  |                   |                   |                   |                   |
|  |                                |                                |                                |                                | Égypte   | Égypte   | 29                          | 29                          |                             |                             |                 |                 |                         |                         |                         |                         |  |  |                   |                   |                   |                   |
|  |                                |                                | Norvège                        | Norvège                        | 27       | 27       |                             |                             |                             |                             |                 |                 |                         |                         |                         |                         |  |  |                   |                   |                   |                   |
|  | D3                             | Norvège                        | Norvège                        | Norvège                        | 27       | 27       | 29                          | 29                          |                             |                             |                 |                 |                         |                         |                         |                         |  |  |                   |                   |                   |                   |
|  | D3                             | Norvège                        |                                |                                |          |          |                             | 29                          |                             |                             |                 |                 |                         |                         |                         |                         |  |  |                   |                   |                   |                   |
|  | C2                             | Brésil                         | 28                             | 28                             |          |          |                             |                             |                             |                             |                 |                 |                         |                         |                         |                         |  |  |                   |                   |                   |                   |
|  | C2                             | Brésil                         | 28                             | 28                             | Égypte   | Égypte   | 33                          | 33                          |                             |                             |                 |                 |                         |                         |                         |                         |  |  |                   |                   |                   |                   |
|  |                                |                                |                                |                                | Égypte   | Égypte   | 33                          | 33                          |                             |                             |                 |                 |                         |                         |                         |                         |  |  |                   |                   |                   |                   |
|  |                                |                                | France                         | France                         | 35       | 35       |                             |                             |                             |                             |                 |                 |                         |                         |                         |                         |  |  |                   |                   |                   |                   |
|  | B3                             | France                         | France                         | France                         | 35       | 35       | 24                          | 24                          |                             |                             |                 |                 |                         |                         |                         |                         |  |  |                   |                   |                   |                   |
|  | B3                             | France                         |                                |                                |          |          |                             | 24                          |                             |                             |                 |                 |                         |                         |                         |                         |  |  |                   |                   |                   |                   |
|  | A2                             | Espagne                        | 23                             | 23                             |          |          |                             |                             |                             |                             |                 |                 |                         |                         |                         |                         |  |  |                   |                   |                   |                   |
|  | A2                             | Espagne                        | 23                             | 23                             | France   | France   | 35                          | 35                          |                             |                             |                 |                 |                         |                         |                         |                         |  |  |                   |                   |                   |                   |
|  |                                |                                |                                |                                | France   | France   | 35                          | 35                          |                             |                             |                 |                 |                         |                         |                         |                         |  |  |                   |                   |                   |                   |
|  |                                |                                | Danemark                       | Danemark                       | 32       | 32       |                             |                             |                             |                             |                 |                 |                         |                         |                         |                         |  |  |                   |                   |                   |                   |
|  | D1                             | Danemark                       | Danemark                       | Danemark                       | 32       | 32       | 30                          | 30                          |                             |                             |                 |                 |                         |                         |                         |                         |  |  |                   |                   |                   |                   |
|  | D1                             | Danemark                       |                                |                                |          |          |                             | 30                          |                             |                             |                 |                 |                         |                         |                         |                         |  |  |                   |                   |                   |                   |
|  | C4                             | Hongrie                        | 29                             | 29                             |          |          |                             |                             |                             |                             |                 |                 |                         |                         |                         |                         |  |  |                   |                   |                   |                   |
|  | C4                             | Hongrie                        | 29                             | 29                             | France   | France   | 28                          | 28                          |                             |                             |                 |                 |                         |                         |                         |                         |  |  |                   |                   |                   |                   |
|  |                                |                                |                                |                                | France   | France   | 28                          | 28                          |                             |                             |                 |                 |                         |                         |                         |                         |  |  |                   |                   |                   |                   |
|  |                                |                                | Croatie                        | Croatie                        | 23       | 23       |                             |                             |                             |                             |                 |                 |                         |                         |                         |                         |  |  |                   |                   |                   |                   |
|  | A1                             | Slovénie                       | Croatie                        | Croatie                        | 23       | 23       | 32                          | 32                          |                             |                             |                 |                 |                         |                         |                         |                         |  |  |                   |                   |                   |                   |
|  | A1                             | Slovénie                       |                                |                                |          |          |                             | 32                          |                             |                             |                 |                 |                         |                         |                         |                         |  |  |                   |                   |                   |                   |
|  | B4                             | Corée du Sud                   | 28                             | 28                             |          |          |                             |                             |                             |                             |                 |                 |                         |                         |                         |                         |  |  |                   |                   |                   |                   |
|  | B4                             | Corée du Sud                   | 28                             | 28                             | Slovénie | Slovénie | 25                          | 25                          |                             |                             |                 |                 |                         |                         |                         |                         |  |  |                   |                   |                   |                   |
|  |                                |                                |                                |                                | Slovénie | Slovénie | 25                          | 25                          |                             |                             |                 |                 |                         |                         |                         |                         |  |  |                   |                   |                   |                   |
|  |                                |                                | Portugal                       | Portugal                       | 26       | 26       |                             |                             |                             |                             |                 |                 |                         |                         |                         |                         |  |  |                   |                   |                   |                   |
|  | C3                             | Portugal                       | Portugal                       | Portugal                       | 26       | 26       | 37ap                        | 37ap                        |                             |                             |                 |                 |                         |                         |                         |                         |  |  |                   |                   |                   |                   |
|  | C3                             | Portugal                       |                                |                                |          |          |                             | 37ap                        |                             |                             |                 |                 |                         |                         |                         |                         |  |  |                   |                   |                   |                   |
|  | D2                             | Allemagne                      | 36                             | 36                             |          |          |                             |                             |                             |                             |                 |                 |                         |                         |                         |                         |  |  |                   |                   |                   |                   |
|  | D2                             | Allemagne                      | 36                             | 36                             | Portugal | Portugal | 28                          | 28                          |                             |                             |                 |                 |                         |                         |                         |                         |  |  |                   |                   |                   |                   |
|  |                                |                                |                                |                                | Portugal | Portugal | 28                          | 28                          |                             |                             |                 |                 |                         |                         |                         |                         |  |  |                   |                   |                   |                   |
|  |                                |                                | Croatie                        | Croatie                        | 31       | 31       |                             |                             |                             |                             |                 |                 |                         |                         |                         |                         |  |  |                   |                   |                   |                   |
|  | B2                             | Suède                          | Croatie                        | Croatie                        | 31       | 31       | 26                          | 26                          |                             |                             |                 |                 |                         |                         |                         |                         |  |  |                   |                   |                   |                   |
|  | B2                             | Suède                          |                                |                                |          |          |                             | 26                          |                             |                             |                 |                 |                         |                         |                         |                         |  |  |                   |                   |                   |                   |
|  | A3                             | Tunisie                        | 29                             | 29                             |          |          |                             |                             |                             |                             |                 |                 |                         |                         |                         |                         |  |  |                   |                   |                   |                   |
|  | A3                             | Tunisie                        | 29                             | 29                             | Tunisie  | Tunisie  | 24                          | 24                          | Troisième place             | Troisième place             | Troisième place | Troisième place |                         |                         |                         |                         |  |  |                   |                   |                   |                   |
|  |                                |                                |                                |                                | Tunisie  | Tunisie  | 24                          | 24                          | Troisième place             | Troisième place             | Troisième place | Troisième place |                         |                         |                         |                         |  |  |                   |                   |                   |                   |
|  |                                |                                | Croatie                        | Croatie                        | 27       | 27       |                             |                             |                             |                             |                 |                 |                         |                         |                         |                         |  |  |                   |                   |                   |                   |
|  | C1                             | Croatie                        | Croatie                        | Croatie                        | 27       | 27       | 29                          | 29                          |                             |                             |                 |                 |                         |                         |                         |                         |  |  |                   |                   |                   |                   |
|  | C1                             | Croatie                        |                                |                                |          |          |                             | 29                          |                             |                             | Égypte          | Égypte          | 37                      | 37                      |                         |                         |  |  |                   |                   |                   |                   |
|  | D4                             | Islande                        | 16                             | 16                             |          |          |                             |                             |                             |                             | Égypte          | Égypte          | 37                      | 37                      |                         |                         |  |  |                   |                   |                   |                   |
|  | D4                             | Islande                        | 16                             | 16                             | Portugal | Portugal | 27                          | 27                          |                             |                             |                 |                 |                         |                         |                         |                         |  |  |                   |                   |                   |                   |
|  |                                |                                |                                |                                |          |          |                             |                             |                             |                             |                 |                 |                         |                         |                         |                         |  |  |                   |                   |                   |                   |

### Huitièmes de finales
| 24 juillet 2019 14h15 | Égypte           | 30–29   | Serbie                | Complejo Deportivo de As Travesas, Vigo Affluence : 80 Arbitrage : Gasmi, Gasmi |
| 24 juillet 2019 14h15 | Mohsen Ramadan 7 | (15–14) | Marko Milosavljević 6 | Complejo Deportivo de As Travesas, Vigo Affluence : 80 Arbitrage : Gasmi, Gasmi |
| 24 juillet 2019 14h15 | ×2 ×3            | Rapport | ×2 ×7 ×1              | Complejo Deportivo de As Travesas, Vigo Affluence : 80 Arbitrage : Gasmi, Gasmi |

| 24 juillet 2019 14h15 | Danemark      | 30–29   | Hongrie          | Pabellón Municipal de Deportes, Pontevedra Affluence : 145 Arbitrage : Erdoğan, Özdeniz |
| 24 juillet 2019 14h15 | Emil Lærke 11 | (16–14) | Dominik Máthé 10 | Pabellón Municipal de Deportes, Pontevedra Affluence : 145 Arbitrage : Erdoğan, Özdeniz |
| 24 juillet 2019 14h15 | ×2 ×3         | Rapport | ×1 ×4 ×2         | Pabellón Municipal de Deportes, Pontevedra Affluence : 145 Arbitrage : Erdoğan, Özdeniz |

| 24 juillet 2019 16h30 | Slovénie         | 32–28   | Corée du Sud   | Complejo Deportivo de As Travesas, Vigo Affluence : 75 Arbitrage : Lončar, Lončar |
| 24 juillet 2019 16h30 | Gregor Ocvirk 11 | (17–17) | Kim Rak-chan 8 | Complejo Deportivo de As Travesas, Vigo Affluence : 75 Arbitrage : Lončar, Lončar |
| 24 juillet 2019 16h30 | ×1 ×5            | Rapport | ×2 ×3          | Complejo Deportivo de As Travesas, Vigo Affluence : 75 Arbitrage : Lončar, Lončar |

| 24 juillet 2019 16h30 | Norvège            | 29–28   | Brésil               | Pabellón Municipal de Deportes, Pontevedra Affluence : 310 Arbitrage : Krichen, Makhlouf |
| 24 juillet 2019 16h30 | Tord Aksnes Lode 7 | (12–13) | Guilherme Torriani 7 | Pabellón Municipal de Deportes, Pontevedra Affluence : 310 Arbitrage : Krichen, Makhlouf |
| 24 juillet 2019 16h30 | ×1 ×7 ×1           | Rapport | ×1 ×2                | Pabellón Municipal de Deportes, Pontevedra Affluence : 310 Arbitrage : Krichen, Makhlouf |

| 24 juillet 2019 18h45 | Croatie          | 29–16   | Islande                 | Complejo Deportivo de As Travesas, Vigo Affluence : 75 Arbitrage : Konjičanin, Konjičanin |
| 24 juillet 2019 18h45 | Filip Vistorop 6 | (13–7)  | Orri Freyr Þorkelsson 5 | Complejo Deportivo de As Travesas, Vigo Affluence : 75 Arbitrage : Konjičanin, Konjičanin |
| 24 juillet 2019 18h45 | ×1 ×5            | Rapport | ×5                      | Complejo Deportivo de As Travesas, Vigo Affluence : 75 Arbitrage : Konjičanin, Konjičanin |

| 24 juillet 2019 18h45 | Portugal               | 37–36 (ap)     | Allemagne          | Pabellón Municipal de Deportes, Pontevedra Affluence : 1 500 Arbitrage : Álvarez, Bustamante |
| 24 juillet 2019 18h45 | Gomes, D. Silva (es) 8 | (14–14, 30–30) | Dimitri Ignatov 10 | Pabellón Municipal de Deportes, Pontevedra Affluence : 1 500 Arbitrage : Álvarez, Bustamante |
| 24 juillet 2019 18h45 | Prol. : 7–6            |                |                    | Pabellón Municipal de Deportes, Pontevedra Affluence : 1 500 Arbitrage : Álvarez, Bustamante |
| 24 juillet 2019 18h45 | ×1 ×4 ×1               | Rapport        | ×2 ×3              | Pabellón Municipal de Deportes, Pontevedra Affluence : 1 500 Arbitrage : Álvarez, Bustamante |

| 24 juillet 2019 21h00 | Tunisie            | 29–26   | Suède         | Complejo Deportivo de As Travesas, Vigo Affluence : 152 Arbitrage : Burgos, Delgado |
| 24 juillet 2019 21h00 | Mohamed Darmoul 12 | (14–13) | Gzim Salihi 7 | Complejo Deportivo de As Travesas, Vigo Affluence : 152 Arbitrage : Burgos, Delgado |
| 24 juillet 2019 21h00 | ×2                 | Rapport | ×3 ×1         | Complejo Deportivo de As Travesas, Vigo Affluence : 152 Arbitrage : Burgos, Delgado |

| 24 juillet 2019 21h00 | France        | 24–23   | Espagne            | Pabellón Municipal de Deportes, Pontevedra Affluence : 2 100 Arbitrage : Belkhiri, Hamidi |
| 24 juillet 2019 21h00 | Noah Gaudin 9 | (13–10) | Pérez, Tarrafeta 7 | Pabellón Municipal de Deportes, Pontevedra Affluence : 2 100 Arbitrage : Belkhiri, Hamidi |
| 24 juillet 2019 21h00 | ×2 ×5         | Rapport | ×2 ×1              | Pabellón Municipal de Deportes, Pontevedra Affluence : 2 100 Arbitrage : Belkhiri, Hamidi |

### Quarts de finale
| 25 juillet 2019 18h45 | Égypte          | 29–27   | Norvège           | Complejo Deportivo de As Travesas, Vigo Affluence : 105 Arbitrage : Álvarez, Bustamante |
| 25 juillet 2019 18h45 | trois joueurs 5 | (12–14) | Thomas Boilesen 6 | Complejo Deportivo de As Travesas, Vigo Affluence : 105 Arbitrage : Álvarez, Bustamante |
| 25 juillet 2019 18h45 | ×1 ×3           | Rapport | ×1 ×4             | Complejo Deportivo de As Travesas, Vigo Affluence : 105 Arbitrage : Álvarez, Bustamante |

| 25 juillet 2019 18h45 | France          | 35–32   | Danemark     | Pabellón Municipal de Deportes, Pontevedra Affluence : 600 Arbitrage : Konjičanin, Konjičanin |
| 25 juillet 2019 18h45 | Elohim Prandi 7 | (14–16) | Emil Lærke 7 | Pabellón Municipal de Deportes, Pontevedra Affluence : 600 Arbitrage : Konjičanin, Konjičanin |
| 25 juillet 2019 18h45 | ×1 ×2 ×1        | Rapport | ×1 ×2        | Pabellón Municipal de Deportes, Pontevedra Affluence : 600 Arbitrage : Konjičanin, Konjičanin |

| 25 juillet 2019 21h00 | Portugal         | 26–25   | Slovénie         | Complejo Deportivo de As Travesas, Vigo Affluence : 205 Arbitrage : Erdoğan, Özdeniz |
| 25 juillet 2019 21h00 | Gonçalo Vieira 7 | (13–14) | Gregor Ocvirk 13 | Complejo Deportivo de As Travesas, Vigo Affluence : 205 Arbitrage : Erdoğan, Özdeniz |
| 25 juillet 2019 21h00 | ×2 ×4 ×1         | Rapport | ×2 ×6            | Complejo Deportivo de As Travesas, Vigo Affluence : 205 Arbitrage : Erdoğan, Özdeniz |

| 25 juillet 2019 21h00 | Tunisie         | 24–27   | Croatie           | Pabellón Municipal de Deportes, Pontevedra Affluence : 200 Arbitrage : Gasmi, Gasmi |
| 25 juillet 2019 21h00 | Ahmed Bannour 7 | (9–13)  | Ivan Martinović 9 | Pabellón Municipal de Deportes, Pontevedra Affluence : 200 Arbitrage : Gasmi, Gasmi |
| 25 juillet 2019 21h00 | ×1 ×2           | Rapport | ×2 ×4             | Pabellón Municipal de Deportes, Pontevedra Affluence : 200 Arbitrage : Gasmi, Gasmi |

### Demi-finales
| 27 juillet 2019 18h00 | Égypte          | 33–35   | France        | Pabellón Municipal de Deportes, Pontevedra Affluence : 1 200 Arbitrage : Konjičanin, Konjičanin |
| 27 juillet 2019 18h00 | trois joueurs 5 | (16–19) | Noah Gaudin 7 | Pabellón Municipal de Deportes, Pontevedra Affluence : 1 200 Arbitrage : Konjičanin, Konjičanin |
| 27 juillet 2019 18h00 | ×2              | Rapport | ×3 ×4         | Pabellón Municipal de Deportes, Pontevedra Affluence : 1 200 Arbitrage : Konjičanin, Konjičanin |

| 27 juillet 2019 20h30 | Portugal           | 28–31   | Croatie           | Pabellón Municipal de Deportes, Pontevedra Affluence : 1 200 Arbitrage : Belkhiri, Hamidi |
| 27 juillet 2019 20h30 | Diogo Silva (es) 9 | (9–12)  | Ivan Martinović 8 | Pabellón Municipal de Deportes, Pontevedra Affluence : 1 200 Arbitrage : Belkhiri, Hamidi |
| 27 juillet 2019 20h30 | ×1 ×4              | Rapport | ×2 ×4 ×1          | Pabellón Municipal de Deportes, Pontevedra Affluence : 1 200 Arbitrage : Belkhiri, Hamidi |

### Match pour la troisième place
| 28 juillet 2019 14h00 | Égypte         | 37–27   | Portugal                | Complejo Deportivo de As Travesas, Vigo Affluence : 720 Arbitrage : Erdoğan, Özdeniz |
| 28 juillet 2019 14h00 | Omar Dahroug 6 | (17–15) | D. Silva (es), Vieira 6 | Complejo Deportivo de As Travesas, Vigo Affluence : 720 Arbitrage : Erdoğan, Özdeniz |
| 28 juillet 2019 14h00 | ×1             | Rapport | ×2 ×1                   | Complejo Deportivo de As Travesas, Vigo Affluence : 720 Arbitrage : Erdoğan, Özdeniz |

### Finale
| 28 juillet 2019 16h30 | France             | 28–23   | Croatie       | Complejo Deportivo de As Travesas, Vigo Affluence : 2 200 Arbitrage : Álvarez, Bustamante |
| 28 juillet 2019 16h30 | Benjamin Richert 6 | (15–10) | Josip Šarac 7 | Complejo Deportivo de As Travesas, Vigo Affluence : 2 200 Arbitrage : Álvarez, Bustamante |
| 28 juillet 2019 16h30 | ×2 ×4              | Rapport | ×2 ×5 ×1      | Complejo Deportivo de As Travesas, Vigo Affluence : 2 200 Arbitrage : Álvarez, Bustamante |

## Classement final
Toutes les équipes sont classées à l'issue de matchs de classement. Le classement final est :
| Rang                      | Équipe       | J | G | N | P | Bp  | Bc  | Diff |
| ------------------------- | ------------ | - | - | - | - | --- | --- | ---- |
| Médaille d'or, monde      | France       | 9 | 7 | 0 | 2 | 321 | 237 | 0+84 |
| Médaille d'argent, monde  | Croatie      | 9 | 8 | 0 | 1 | 267 | 227 | 0+40 |
| Médaille de bronze, monde | Égypte       | 9 | 8 | 0 | 1 | 327 | 255 | 0+72 |
| 04                        | Portugal     | 9 | 5 | 0 | 4 | 275 | 272 | 00+3 |
| 05                        | Danemark     | 9 | 7 | 0 | 2 | 299 | 252 | 0+47 |
| 06                        | Slovénie     | 9 | 7 | 0 | 2 | 270 | 227 | 0+43 |
| 07                        | Tunisie      | 9 | 5 | 0 | 4 | 247 | 249 | 00-2 |
| 08                        | Norvège      | 9 | 4 | 0 | 5 | 273 | 260 | 0+13 |
| 09                        | Allemagne    | 7 | 5 | 0 | 2 | 227 | 179 | 0+48 |
| 10                        | Espagne      | 7 | 4 | 0 | 3 | 189 | 156 | 0+33 |
| 11                        | Suède        | 7 | 5 | 0 | 2 | 230 | 183 | 0+47 |
| 12                        | Brésil       | 7 | 4 | 0 | 3 | 216 | 202 | 0+14 |
| 13                        | Serbie       | 7 | 3 | 0 | 4 | 187 | 178 | 00+9 |
| 14                        | Islande      | 7 | 3 | 0 | 4 | 151 | 171 | 0−20 |
| 15                        | Hongrie      | 7 | 4 | 0 | 3 | 224 | 221 | 00+3 |
| 16                        | Corée du Sud | 7 | 2 | 0 | 5 | 240 | 240 | 000  |
| 17                        | Bahreïn      | 7 | 2 | 1 | 4 | 188 | 202 | 0−14 |
| 18                        | Japon        | 7 | 2 | 0 | 5 | 157 | 163 | 00−6 |
| 19                        | Nigeria      | 7 | 2 | 0 | 5 | 189 | 251 | 0−62 |
| 20                        | Chili        | 7 | 1 | 0 | 6 | 170 | 235 | 0−65 |
| 21                        | Argentine    | 7 | 2 | 0 | 5 | 172 | 205 | −33  |
| 22                        | États-Unis   | 7 | 1 | 0 | 6 | 142 | 205 | −61  |
| 23                        | Kosovo       | 7 | 1 | 1 | 5 | 178 | 212 | −34  |
| 24                        | Australie    | 7 | 0 | 0 | 7 | 123 | 280 | −157 |

## Statistiques et récompenses

### Équipe-type
L'équipe type du tournoi est composée des joueurs suivants :
- Meilleur joueur : Ivan Martinović,  Croatie
- Meilleur gardien de but : Valentin Kieffer,  France
- Meilleur ailier gauche : Dylan Nahi,  France
- Meilleur arrière gauche : Emil Laerke,  Danemark
- Meilleur demi-centre : Kyllian Villeminot,  France
- Meilleur pivot : Luís Frade,  Portugal
- Meilleur arrière droit : Diogo Silva (es),  Portugal
- Meilleur ailier droit : Fran Mileta,  Croatie

### Statistiques
| Rang | Joueur             | Équipe   | Buts | Tirs | %      |
| ---- | ------------------ | -------- | ---- | ---- | ------ |
| 1    | Diogo Silva (es)   | Portugal | 76   | 111  | 68,5 % |
| 2    | Gregor Ocvirk (en) | Slovénie | 72   | 105  | 68,6 % |
| 3    | Mohamed Darmoul    | Tunisie  | 54   | 89   | 60,7 % |
| 3    | Emil Lærke         | Danemark | 54   | 99   | 54,5 % |
| 5    | Ivan Martinović    | Croatie  | 53   | 86   | 61,6 % |
| 6    | Filip Vistorop     | Croatie  | 48   | 82   | 58,5 % |
| 7    | Noah Gaudin        | France   | 47   | 75   | 62,7 % |
| 8    | Gonzalo Pérez Arce | Espagne  | 43   | 59   | 72,9 % |
| 9    | Mathias Gidsel     | Danemark | 42   | 57   | 73,7 % |
| 9    | Fran Mileta        | Croatie  | 42   | 59   | 71,2 % |
| 9    | Josip Šarac (en)   | Croatie  | 42   | 60   | 70,0 % |

| Rang | Joueur                    | Équipe     | %        | Arrêts | Tirs |
| ---- | ------------------------- | ---------- | -------- | ------ | ---- |
| 1    | Andrej Trnavac            | Serbie     | 39,5 %   | 15     | 38   |
| 2    | Marc Hvidkjær             | États-Unis | 38,9 %   | 7      | 18   |
| 3    | Daniel Broto              | Espagne    | 37,5 %   | 24     | 64   |
| 4    | Till Klimpke              | Allemagne  | 36,082 % | 70     | 194  |
| 5    | Christoffer Bonde         | Danemark   | 36,076 % | 57     | 158  |
| 6    | Hikaru Nakamura           | Japon      | 35,5 %   | 54     | 152  |
| 7    | Gauthier Ivah             | France     | 35,2 %   | 45     | 128  |
| 8    | Emil Imsgard              | Norvège    | 34,5 %   | 49     | 142  |
| 9    | Viktor Gísli Hallgrímsson | Islande    | 34,4 %   | 43     | 125  |
| 10   | Ivan Ereš                 | Croatie    | 33,2 %   | 76     | 229  |

## Effectif des équipes sur le podium

### Champion du monde:France
L'effectif de l'équipe de France junior, championne du monde, est :
- Gauthier Ivah (GB)
- Valentin Kieffer (GB)
- Dylan Nahi (ALG)
- Gaël Tribillon (ALG)
- Antonin Mohamed (ALG)
- Nori Benhalima (ARG)
- Yoann Gibelin (ARG)
- Elohim Prandi (ARG)
- Axel Cochery (ARG)
- Noah Gaudin (DC)
- Kyllian Villeminot (DC)
- Julien Bos (ARD)
- Clément Damiani (ARD)
- Edouard Kempf (ALD)
- Benjamin Richert (ALD)
- Tom Poyet (P)
- Jonathan Mapu (P)
- Robin Dourte (P)

Entraîneur :  Yohann Delattre

### Vice-champion du monde:Croatie
L'effectif de l'équipe de Croatie, vice-championne du monde, est :
- Ivan Ereš (GB)
- Ivan Panjan (GB)
- Karlo Godec (ALG)
- Tomislav Špruk (ALG)
- Dominik Novak (ARG)
- Zvonimir Srna (ARG)
- Josip Šarac (ARG)
- Halil Jaganjac (ARG)
- Filip Vistorop (DC)
- Ivan Martinović (ARD)
- Josip Vekić (ARD)
- Lovro Malec (ALD)
- Fran Mileta (ALD)
- Adrian Miličević (P)
- Marko Račić (P)
- Daniel Papić (P)

Entraîneur :  Davor Dominiković

### Troisième:Égypte
L'effectif de l'équipe d'Égypte, troisième, est :
- Abdelrahman Mohamed (en) (GB)
- Abdelrahman Taha (GB)
- Galal Khorshid (ALG)
- Abdelaziz Ehab Hassan (ALG)
- Shehab Ahmed (ARG)
- Hassan Kaddah (en) (ARG)
- Ahmed Mohamed Morsy (DC)
- Ahmed Hesham (DC)
- Seif El-Deraa (DC)
- Mohsen Ramadan (ARD)
- Hazem Mamdouh (ARD)
- Mohamed Magdy Elazhary (ARD)
- Omar Khaled Hassan (ALD)
- Omar Dahroug (ALD)
- Khaled Walid Ibrahim (P)
- Yasser Mohammed (P)

Entraîneur :  Tarek El-Sayed